# Road Race Showcase 2012
Navigation
Édition précédente Édition suivante
Le Road Race Showcase 2012 (officiellement appelé le 2012 Road Race Showcase), a été une course de voitures de sport organisée sur le circuit de Road America le 18 août 2012. C'était est la septième manche de la saison 2012 du championnat American Le Mans Series et la 45e édition de cette manifestation sportive.

## Course

### Classement de la course
Classement final de la course,,.
- Les vainqueurs de chaque catégorie sont signalés par un fond jauni.
- Pour la colonne Pneus, il faut passer le curseur au-dessus du modèle pour connaître le manufacturier de pneumatiques.

| Pos.   | Catégorie | N°  | Écurie                     | Pilotes                                   | Châssis                                 | Pneus | Tours/Abandon |
| Pos.   | Catégorie | N°  | Écurie                     | Pilotes                                   | Moteur                                  | Pneus | Tours/Abandon |
| ------ | --------- | --- | -------------------------- | ----------------------------------------- | --------------------------------------- | ----- | ------------- |
| 1      | P1        | 16  | Dyson Racing               | Chris Dyson Guy Smith                     | Lola B12/60                             | D     | 101           |
| 1      | P1        | 16  | Dyson Racing               | Chris Dyson Guy Smith                     | Mazda MZR-R 2.0 L I4 Turbo (Isobutanol) | D     | 101           |
| 2      | P1        | 6   | Muscle Milk Pickett Racing | Lucas Luhr Klaus Graf                     | HPD ARX-03a                             | M     | 101           |
| 2      | P1        | 6   | Muscle Milk Pickett Racing | Lucas Luhr Klaus Graf                     | Honda 3.4 L V8                          | M     | 101           |
| 3      | P1        | 20  | Dyson Racing               | Michael Marsal Eric Lux Tony Burgess      | Lola B11/66                             | D     | 101           |
| 3      | P1        | 20  | Dyson Racing               | Michael Marsal Eric Lux Tony Burgess      | Mazda MZR-R 2.0 L I4 Turbo (Isobutanol) | D     | 101           |
| 4      | P2        | 37  | Conquest Endurance         | Martin Plowman David Heinemeier Hansson   | Morgan LMP2                             | D     | 101           |
| 4      | P2        | 37  | Conquest Endurance         | Martin Plowman David Heinemeier Hansson   | Nissan VK45DE 4.5 L V8                  | D     | 101           |
| 5      | PC        | 06  | CORE Autosport             | Alex Popow Tom Kimber-Smith Jon Bennett   | Oreca FLM09                             | M     | 100           |
| 5      | PC        | 06  | CORE Autosport             | Alex Popow Tom Kimber-Smith Jon Bennett   | Chevrolet LS3 6.2 L V8                  | M     | 100           |
| 6      | PC        | 05  | CORE Autosport             | Jon Bennett Colin Braun                   | Oreca FLM09                             | M     | 100           |
| 6      | PC        | 05  | CORE Autosport             | Jon Bennett Colin Braun                   | Chevrolet LS3 6.2 L V8                  | M     | 100           |
| 7      | PC        | 8   | Merchant Services Racing   | Kyle Marcelli Chapman Ducote James French | Oreca FLM09                             | M     | 100           |
| 7      | PC        | 8   | Merchant Services Racing   | Kyle Marcelli Chapman Ducote James French | Chevrolet LS3 6.2 L V8                  | M     | 100           |
| 8      | PC        | 9   | RSR Racing                 | Bruno Junqueira Roberto González          | Oreca FLM09                             | M     | 100           |
| 8      | PC        | 9   | RSR Racing                 | Bruno Junqueira Roberto González          | Chevrolet LS3 6.2 L V8                  | M     | 100           |
| 9      | P2        | 27  | Dempsey Racing             | Patrick Dempsey Joe Foster Ben Devlin     | Lola B12/87                             | M     | 99            |
| 9      | P2        | 27  | Dempsey Racing             | Patrick Dempsey Joe Foster Ben Devlin     | Judd-BMW HK 3.6 L V8                    | M     | 99            |
| 10     | PC        | 25  | Dempsey Racing             | Henri Richard Duncan Ende (en)            | Oreca FLM09                             | M     | 99            |
| 10     | PC        | 25  | Dempsey Racing             | Henri Richard Duncan Ende (en)            | Chevrolet LS3 6.2 L V8                  | M     | 99            |
| 11     | P2        | 055 | Level 5 Motorsports        | Scott Tucker Christophe Bouchut           | HPD ARX-03b                             | D     | 99            |
| 11     | P2        | 055 | Level 5 Motorsports        | Scott Tucker Christophe Bouchut           | Honda HR28TT 2.8 L V6 Turbo             | D     | 99            |
| 12     | P2        | 95  | Level 5 Motorsports        | Scott Tucker Luis Díaz                    | HPD ARX-03b                             | D     | 98            |
| 12     | P2        | 95  | Level 5 Motorsports        | Scott Tucker Luis Díaz                    | Honda HR28TT 2.8 L V6 Turbo             | D     | 98            |
| 13     | GT        | 55  | BMW Team RLL               | Jörg Müller Bill Auberlen                 | BMW M3 GT2 (E92)                        | D     | 97            |
| 13     | GT        | 55  | BMW Team RLL               | Jörg Müller Bill Auberlen                 | BMW 4.0 L V8                            | D     | 97            |
| 14     | GT        | 45  | Flying Lizard Motorsports  | Jörg Bergmeister Patrick Long             | Porsche 911 GT3 RSR                     | M     | 97            |
| 14     | GT        | 45  | Flying Lizard Motorsports  | Jörg Bergmeister Patrick Long             | Porsche 4.0 L Flat-6                    | M     | 97            |
| 15     | GT        | 01  | Extreme Speed Motorsports  | Scott Sharp Johannes van Overbeek         | Ferrari 458 Italia GT2                  | M     | 97            |
| 15     | GT        | 01  | Extreme Speed Motorsports  | Scott Sharp Johannes van Overbeek         | Ferrari 4.5 L V8                        | M     | 97            |
| 16     | GT        | 4   | Corvette Racing            | Oliver Gavin Tommy Milner                 | Chevrolet Corvette C6.R                 | M     | 97            |
| 16     | GT        | 4   | Corvette Racing            | Oliver Gavin Tommy Milner                 | Chevrolet 5.5 L V8                      | M     | 97            |
| 17     | PC        | 7   | Merchant Services Racing   | Antonio Downs Lucas Downs Matt Downs      | Oreca FLM09                             | M     | 97            |
| 17     | PC        | 7   | Merchant Services Racing   | Antonio Downs Lucas Downs Matt Downs      | Chevrolet LS3 6.2 L V8                  | M     | 97            |
| 18     | GT        | 48  | Paul Miller Racing         | Bryce Miller Sascha Maassen               | Porsche 911 GT3 RSR                     | D     | 97            |
| 18     | GT        | 48  | Paul Miller Racing         | Bryce Miller Sascha Maassen               | Porsche 4.0 L Flat-6                    | D     | 97            |
| 19     | GT        | 3   | Corvette Racing            | Jan Magnussen Antonio García              | Chevrolet Corvette C6.R                 | M     | 97            |
| 19     | GT        | 3   | Corvette Racing            | Jan Magnussen Antonio García              | Chevrolet 5.5 L V8                      | M     | 97            |
| 20     | GT        | 23  | Lotus / Alex Job Racing    | Bill Sweedler Townsend Bell               | Lotus Evora GTE                         | Y     | 97            |
| 20     | GT        | 23  | Lotus / Alex Job Racing    | Bill Sweedler Townsend Bell               | Toyota-Cosworth 3.5 L V6                | Y     | 97            |
| 21     | GT        | 44  | Flying Lizard Motorsports  | Seth Neiman Marco Holzer                  | Porsche 911 GT3 RSR                     | M     | 96            |
| 21     | GT        | 44  | Flying Lizard Motorsports  | Seth Neiman Marco Holzer                  | Porsche 4.0 L Flat-6                    | M     | 96            |
| 22     | GT        | 91  | SRT Motorsports            | Kuno Wittmer Dominik Farnbacher           | SRT Viper GTS-R                         | M     | 96            |
| 22     | GT        | 91  | SRT Motorsports            | Kuno Wittmer Dominik Farnbacher           | Dodge 8.0 L V10                         | M     | 96            |
| 23 DNF | GT        | 56  | BMW Team RLL               | Joey Hand Jonathan Summerton              | BMW M3 GT2 (E92)                        | D     | 95            |
| 23 DNF | GT        | 56  | BMW Team RLL               | Joey Hand Jonathan Summerton              | BMW 4.0 L V8                            | D     | 95            |
| 24     | GT        | 02  | Extreme Speed Motorsports  | Ed Brown Guy Cosmo Anthony Lazzaro        | Ferrari 458 Italia GT2                  | M     | 95            |
| 24     | GT        | 02  | Extreme Speed Motorsports  | Ed Brown Guy Cosmo Anthony Lazzaro        | Ferrari 4.5 L V8                        | M     | 95            |
| 25     | GTC       | 22  | Alex Job Racing            | Cooper MacNeil Leh Keen                   | Porsche 911 GT3 Cup                     | Y     | 93            |
| 25     | GTC       | 22  | Alex Job Racing            | Cooper MacNeil Leh Keen                   | Porsche 4.0 L Flat-6                    | Y     | 93            |
| 26     | GTC       | 11  | JDX Racing                 | Tim Pappas Jeroen Bleekemolen             | Porsche 911 GT3 Cup                     | Y     | 93            |
| 26     | GTC       | 11  | JDX Racing                 | Tim Pappas Jeroen Bleekemolen             | Porsche 4.0 L Flat-6                    | Y     | 93            |
| 27     | GTC       | 34  | Green Hornet Racing        | Peter LeSaffre Damien Faulkner            | Porsche 911 GT3 Cup                     | Y     | 93            |
| 27     | GTC       | 34  | Green Hornet Racing        | Peter LeSaffre Damien Faulkner            | Porsche 4.0 L Flat-6                    | Y     | 93            |
| 28     | GTC       | 24  | Competition Motorsports    | Bob Faieta Michael Avenatti (en)          | Porsche 911 GT3 Cup                     | Y     | 93            |
| 28     | GTC       | 24  | Competition Motorsports    | Bob Faieta Michael Avenatti (en)          | Porsche 3.8 L Flat-6                    | Y     | 93            |
| 29     | GTC       | 32  | GMG Racing                 | James Sofronas Alex Welch René Villeneuve | Porsche 911 GT3 Cup                     | Y     | 93            |
| 29     | GTC       | 32  | GMG Racing                 | James Sofronas Alex Welch René Villeneuve | Porsche 3.8 L Flat-6                    | Y     | 93            |
| 30     | GTC       | 33  | Green Hornet Racing        | Patrick Huisman Brian Wong                | Porsche 911 GT3 Cup                     | Y     | 91            |
| 30     | GTC       | 33  | Green Hornet Racing        | Patrick Huisman Brian Wong                | Porsche 4.0 L Flat-6                    | Y     | 91            |
| 31 DNF | GT        | 17  | Team Falken Tire (en)      | Wolf Henzler Bryan Sellers                | Porsche 911 GT3 Cup                     | F     | 75            |
| 31 DNF | GT        | 17  | Team Falken Tire (en)      | Wolf Henzler Bryan Sellers                | Porsche 4.0 L Flat-6                    | F     | 75            |
| 32     | GTC       | 31  | NGT Motorsport             | Angel Benitez, Sr. Angel Benitez, Jr.     | Porsche 911 GT3 Cup                     | Y     | 71            |
| 32     | GTC       | 31  | NGT Motorsport             | Angel Benitez, Sr. Angel Benitez, Jr.     | Porsche 3.8 L Flat-6                    | Y     | 71            |
| 33     | GTC       | 66  | TRG                        | Emilio Di Guida Spencer Pumpelly          | Porsche 911 GT3 Cup                     | Y     | 69            |
| 33     | GTC       | 66  | TRG                        | Emilio Di Guida Spencer Pumpelly          | Porsche 4.0 L Flat-6                    | Y     | 69            |
| 34 DNF | GT        | 93  | SRT Motorsports            | Marc Goossens Tommy Kendall               | SRT Viper GTS-R                         | M     | 45            |
| 34 DNF | GT        | 93  | SRT Motorsports            | Marc Goossens Tommy Kendall               | Dodge 8.0 L V10                         | M     | 45            |
| 35 DNF | PC        | 52  | PR1/Mathiasen Motorsports  | Rudy Junco, Jr. Marino Franchitti         | Oreca FLM09                             | M     | 23            |
| 35 DNF | PC        | 52  | PR1/Mathiasen Motorsports  | Rudy Junco, Jr. Marino Franchitti         | Chevrolet LS3 6.2 L V8                  | M     | 23            |